# Брайтенбах (Пфальц)
Брайтенбах (нем. Breitenbach) — община в Германии, в земле Рейнланд-Пфальц.
Входит в состав района Кузель. Подчиняется управлению Вальдмор. Население составляет 1914 человек (на 31 декабря 2010 года). Занимает площадь 8,89 км².